# 안드레아 티도나
안드레아 티도나(Andrea Tidona, 1951년 11월 30일 ~ )는 이탈리아의 배우이다.
모디카에서 태어났다.

## 영화
- 니콜로 마키아벨리 일 프린시프 델라 폴리티카 (2013년)
- 청취 (2006년)
- 악어 (2006년)
- 베스트 오브 유스 (2003년)
- 백번의 걸음 (2000년)